# Канун (музичний інструмент)
Канун, або Канон (перс. قانون, азерб. qanun, араб. قانون, вірм. Քանոն) — народний струнний щипковий музичний інструмент, поширений серед народів Близького та Середнього Сходу, а також Закавказзя та деяких країн Балканського півострова.
Інструмент схожий на плоский дерев'яний ящик прямокутної трапецевидної форми. Зазвичай виготовляються з берези, горіха, абрикоса та інших твердих видів дерев. Загальна довжина не перевищує 100 см, ширина — 40 см, товщина — 6 см.
За деякими версіями винайдення кануна приписують Фарабі — відомому вченому-сходознавцю, теоретику музики. За іншими версіями канун винайшли у Стародавній Греції.

## Різновиди
- перський канун;
- азербайджанський канун[6];
- вірменський канун[7];
- киргизький канун[8];
- турецький канун[9].

## В культурі
Гра на кануні стала саундтреком серіалу «The Persuaders». Головну тему написав англійський композитор Джон Баррі.
Гра на кануні отримала також своє відображення у творчості багатьох східних поетів, зокрема у Фізулі в поемі «Хафт джам»:
|                      | ...Гануном тішила слух усім, радуючи серця.Оригінальний текст (азерб.) Bir huri mələk çalırdı iri bir qanun. |
| — "Хафт джам" Фізулі | |

## Галерея

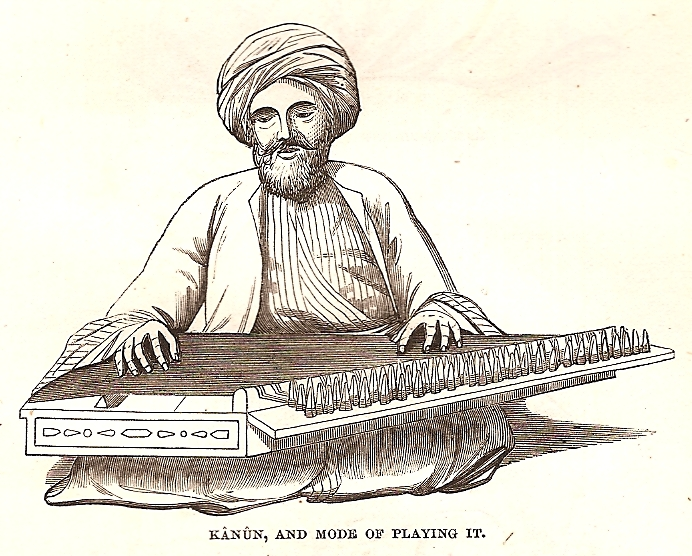
Гра на арабському кануні
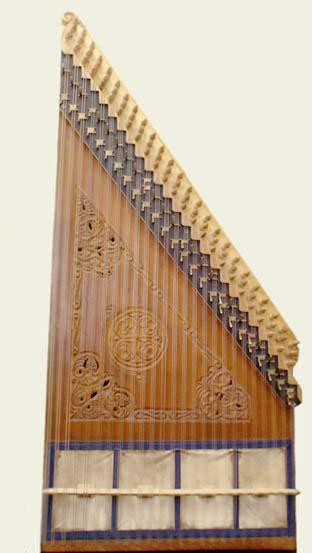
Вірменський канун
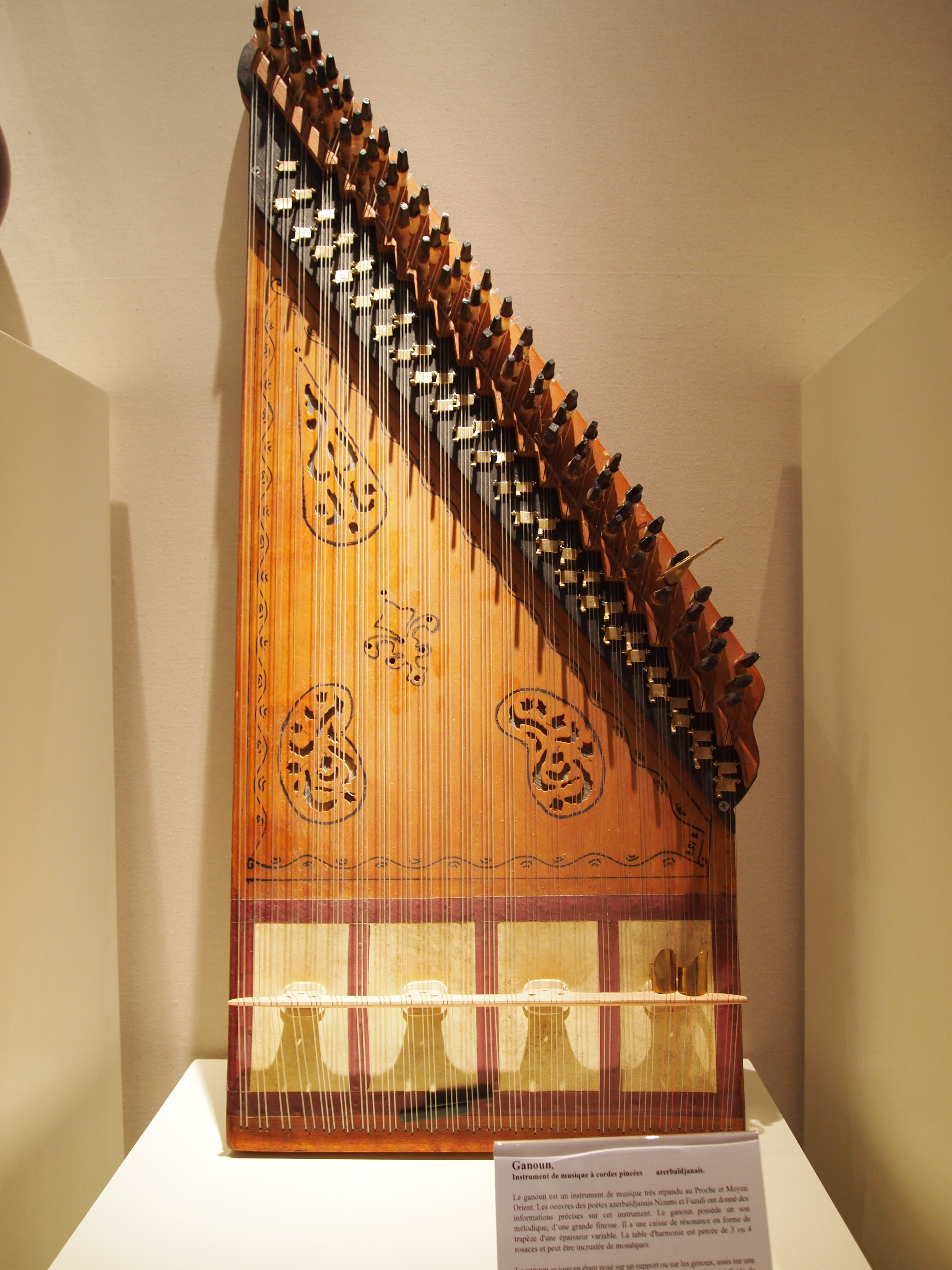
Азербайджанський канун
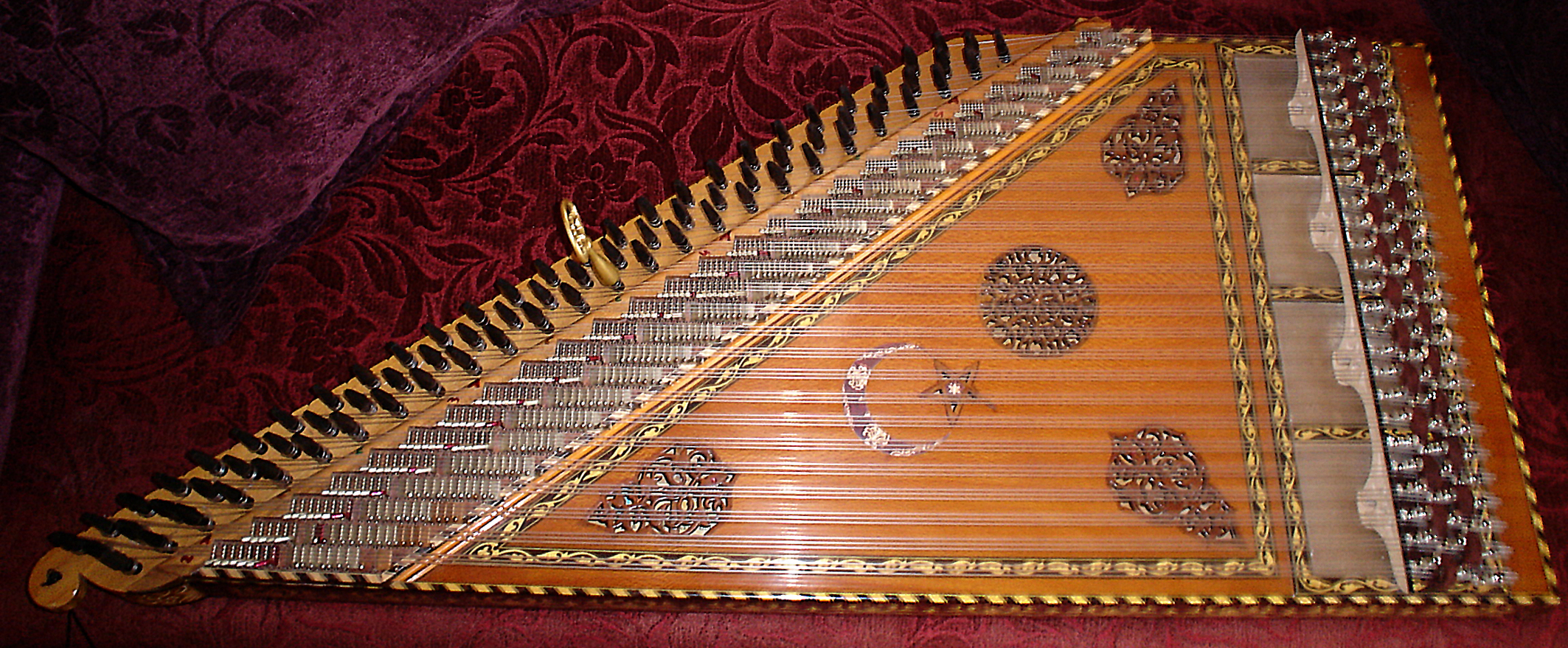
Турецький канун

## Виноски
1. ↑  У Вірменії з'явився новий музичний інструмент − бас-канон
2. ↑  Словарь музыкальных терминов(рос.)
3. ↑  Б. М. Фільц, Н. О. Костюк Канон [Архівовано 25 березня 2018 у Wayback Machine.] Енциклопедія сучасної України / ред. кол.: І. М. Дзюба [та ін.] ; НАН України, НТШ. — К. : Інститут енциклопедичних досліджень НАН України, 2012. — Т. 12 : Кал — Киї. — 711 с. — ISBN 978-966-02-6472-4.
4. ↑  М. М. Хайруллаев Мировоззрение Фараби, 1967. — С. 170 [Архівовано 25 березня 2018 у Wayback Machine.](рос.)
5. ↑  Авяз Рахматов. Азербайджанские народные инструменты и их место в оркестре / Под ред. Бабека Курбанова. — Баку: Ишыг, 1980. — С. 36-39.
6. ↑  Saadat Abdullayeva. Azerbaijani kanun // IRS : журнал. — 2012.
7. ↑  В. Н. Холопова /Музыка как вид искусства: учебное пособие / Лань, 2000 г — стр. 83
8. ↑  Хащеватська С. С. Інструментознавство [підручник] / С. С. Хащеватська. — Вінниця, НОВА КНИГА,. 2008. — С. 86
9. ↑  М. В. Бурячок. Арфа (PDF). Архів оригіналу (PDF) за 20 жовтня 2016. Процитовано 8 червня 2017.